# Zádor Zoltán
Zádor Zoltán (eredeti neve: Balla Zoltán) (Pest, 1835. május 3. – Nagyenyed, 1882. december 24.) magyar színész, rendező, művezető, műfordító.

## Életpályája
Szülei Balla Károly és Hirschmüller Eleonóra voltak. Jómódú szülők gyermeke; beiratkozott a pesti egyetem orvosi karára. Tanulmányait félbehagyva 1858-ban belépett Molnár György színtársulatába (1858–1860). Ezután Latabár Endre (1860–1861; 1864–1865), Szabó József, Philippovits István társulataiban játszott. 1861–1862 között tagja volt Molnár György budai Népszínházának. 1865–1868 között Szigeti Imre társulatában szerepelt. 1868-ban Fehérváry Antal társulatában volt látható. 1868–1869 között Egressy Ákos mellett működött. 1871-ben Váradi Antal társulatában játszott. 1871–1872 között Takács Ádámmal lépett fel. 1872–1873 között Bokody Antal társualában volt látható. 1873–1874 között Lászy Vilmos társulatában volt. 1874–1875 között Follinus János köréhez tartozott. 1875–1877 között a Pesti Népszínház tagja volt. 1877–1882 között Sztupa Andor erdélyi állomáshelyein lépett fel.
Bár elsősorban népszerű operettszínész volt, sikerrel játszotta a tragédiák karakterszerepeit is. Rendezőként elsősorban vígjátékokat, operetteket, népszínműveket állított színpadra.

## Színházi szerepei
- William Shakespeare: Othello – Doge
- William Shakespeare: Hamlet – Polonius
- Jókai Mór: Milton – Cromwell
- Souppé: Fatinica – Kancsukoff
- Offenbach: Párizsi élet – Frick és Prospe
- Tóth E.: A kintornás család – Dáma Náci
- Balogh István: Ludas Matyi – Ludas Matyi

## Színházi rendezései
- Csepreghy Ferenc: A piros bugyelláris
- Csepreghy Ferenc: Sárga csikó
- Lecocq: Angot asszony leánya

## Műfordításai
- Kotzebue: Fips, a híres nőszabó
- Morlander: Színházi furcsaságok
- Grange: A fecske

## Működési adatai
1858–60: Molnár György; 1860–61: Latabár Endre; 1861–62: Budai Népszínház; 1862–63: Szabó–Philippovits István, Molnár György; 1864–65: Latabár Endre; 1865–67: Szigeti Imre; 1867–68: Erdélyi–Szigeti Imre; 1868: Fehérváry Antal; 1868–69: Egressy Ákos; 1871: Váradi Antal; 1871–72: Takács Ádám; 1872–73: Bokody Antal; 1873–74: Lászy Vilmos; 1874–75: Follinus János; 1875–77: Pesti Népszínház; 1877-től haláláig Sztupa Andor.